# Giraffage
Charlie Yin, được biết đến nhiều hơn bởi nghệ danh Giraffage, là nhà sản xuất nhạc điện tử người Mỹ gốc Đài Loan, lớn lên ở San Jose, California, tốt nghiệp Đại học California tại Berkeley với bằng cử nhân kinh tế chính trị trước khi khởi đầu sự nghiệp âm nhạc. Trong các dự án gần đây Yin đã cộng tác với các nhà sản xuất nhạc điện tử khác, bao gồm Porter Robinson. Giraffage thường xuyên biểu diễn tại quê nhà ở vịnh San Francisco và cũng đã biểu diễn solo toàn thế giới hoặc cùng với các nghệ sĩ khác.
Ngoài việc remix nhiều bản nhạc pop và R&B, Giraffage đã sản xuất 2 album phòng thu, gồm Comfort năm 2011, và Needs năm 2013. EP gần nhất của anh, No Reason, được phát hành vào ngày 18 tháng 11 năm 2014

## Danh sách đĩa nhạc

### Album
- Comfort (2011)
- Needs (2013)

### EP
- Pretty Things (2011)
- No Reason (2014)

### Album đơn
n
- Even Though (hợp tác với XXYYXX) (2012)
- Move Me (cùng Jhameel và DWNTWN) (2013)
- Impression of You (cùng với Viceroy và Patrick Baker) (2015)

### Bản phối
| Year | Artist          | Track                           |
| ---- | --------------- | ------------------------------- |
| 2011 | Slow Magic      | "Sorry Safari"                  |
| 2011 | Slow Magic      | "Feel Flows"                    |
| 2012 | Gracie          | "Tryck R Treat"                 |
| 2012 | Tinashe         | "The Last Night On Earth"       |
| 2012 | Labyrinth Ear   | "Humble Bones"                  |
| 2013 | Perfume         | "Computer City"                 |
| 2013 | Janet Jackson   | "Someone To Call My Lover"      |
| 2013 | Owl Eyes        | "Closure"                       |
| 2013 | Stardust        | "Music Sounds Better With You"  |
| 2013 | Alice DeeJay    | "Better Off Alone"              |
| 2013 | MOVEMENT        | "Us"                            |
| 2014 | The-Dream       | Love Hate                       |
| 2014 | Mapei           | "Don't Wait"                    |
| 2014 | R. Kelly        | "Ignition (Remix)"*             |
| 2014 | Porter Robinson | "Lionhearted"                   |
| 2015 | Odesza          | "All We Need" (feat. Shy Girls) |
| 2015 | Tinashe         | "All Hands on Deck"             |

(*The R. Kelly remix was later reworked into an original track entitled "Be With You" and included on the No Reason EP.)